# Ptychohyla salvadorensis
Espèce
Synonymes
- Hyla salvadorensis Mertens, 1952

Statut de conservation UICN

 EN B1ab(iii) : En danger
Ptychohyla salvadorensis est une espèce d'amphibiens de la famille des Hylidae.

## Répartition
Cette espèce se rencontre entre 1 440 et 2 050 m d'altitude, :
- au Salvador ;
- du Guatemala dans le département de Chiquimula ;
- dans le sud du Honduras.

## Étymologie
Son nom d'espèce, composé de salvador et du suffixe latin -ensis, « qui vit dans, qui habite », lui a été donné en référence au lieu de sa découverte, le Salvador.

## Publication originale
- Mertens, 1952 : Zur kentnis der Amphibienfauna von El Salvador. Senckenbergiana, vol. 33, p. 169-171.